# Cartiérisme
Le cartiérisme est un courant d’idée qui, à la fin des années 1950 en France, estimait que les colonies coûtaient trop cher et qu’il valait mieux financer la métropole en priorité. Le mot vient d'un journaliste à Paris Match, Raymond Cartier : 

« Le colonialisme a toujours été une charge en même temps qu’un profit, souvent une charge plus qu’un profit. Dans les conditions et sous les servitudes politiques actuelles, c’est plus vrai que jamais »

— Paris-Match, 18 août 1956
Ce mouvement est notamment symbolisé par la célèbre formule « La Corrèze avant le Zambèze », souvent attribuée par erreur à Raymond Cartier mais qui a en fait été connue à la suite de son utilisation par le député SFIO Jean Montalat en 1964 à l'Assemblée nationale,. L’expression est encore utilisée aujourd'hui pour exprimer, souvent de façon péjorative, l’opposition aux politiques publiques d’aide au développement. 
À titre d'exemple, le montant des investissements publics de la métropole dans les colonies françaises entre 1945 et 1960 s’est élevé à 32,5 milliards de francs-or, soit le double de l’aide américaine à la reconstruction versée à la France dans la même période.
Il faut signaler que la formule « plutôt la Corrèze que le Zambèze », si elle a l’avantage de la concision et de la rime, est fausse historiquement parlant, le bassin hydrographique du fleuve Zambèze n’ayant en effet jamais contenu de territoires français.